# Laminacauda plagiata
Laminacauda plagiata é uma espécie de aranhas araneomorfas da família Linyphiidae encontrada na Argentina, Peru e nas Ilhas Malvinas. Esta espécie foi descrita pela primeira vez em 1901, pelo biólogo Tullgren.